# Stuart MacKenzie
Stuart MacKenzie (født 4. april 1936 i New South Wales, død 20. oktober 2020) var en australsk roer, der sent i karrieren repræsenterede Storbritannien.

## Rokarriere
MacKenzie stillede op i singlesculler til de australske mesterskaber i 1956, der også tjente som udtagelsesgrundlag til OL samme år i Melbourne. Mervyn Wood var det store navn i australsk roning i disse år, men nittenårige MacKenzie mente, at Wood var ved at være for gammel til at repræsentere Australien. MacKenzie beviste, at han var bedre end Wood, da han blev australsk mester og kom med til OL, hans første internationale stævne. Her blev han nummer to i sit indledende heat og i semifinalen, og i finalen blev han endnu engang nummer to efter Vjatjeslav Ivanov fra Sovjetunionen, mens Jack Kelly, Jr. fra USA blev nummer tre. MacKenzie førte det meste af løbet, men stoppede tilsyneladende med at ro med 100 m tilbage, hvorpå Ivanov indhentede ham og fortsatte til mål. MacKenzies efterfølgende forklaring var, at han talte bøjer, men ikke var opmærksom på, at de var placeret med 100 m afstand i første halvdel, men med 50 m afstand i sidste halvdel.
Han er dog især kendt for at have vundet Diamond Sculls, det uofficielle verdensmesterskab, seks år i træk 1957–1962, og i 1959 vandt han som den første dette stævne i både single- og dobbeltsculler. To af hans sejre i Diamond Sculls gav ham også revanche for nederlaget i OL til Ivanov. Udover disse sejre blev han også europamester i singlesculler i 1957 og 1958, begge gange foran Ivanov, og i 1958 vandt han guld i singlesculler og sølv i dobbeltsculler ved Commonwealth Games.
Han var storfavorit til at vinde singlesculler ved OL 1960 i Rom, men desværre for ham blev han syg og kunne ikke stille op, hvorpå hans evige rival, Ivanov, kunne vinde endnu en OL-guldmedalje.
Trods sine resultater var han en kontroversiel skikkelse i rosporten og ikke særlig vellidt blandt konkurrenterne og de britiske tilskuere. Han præsterede engang i et løb at stoppe op undervejs for at rette på sin kasket, lade konkurrenterne indhente sig og efterfølgende ro fra dem. Den slags opførsel blev ikke vel modtaget.
Han bosatte sig permanent i England i 1959, idet han bekendtgjorde, at han ikke havde konkurrence i Australien. Han repræsenterede Storbritannien sent i karrieren, hvor han var med i denne nations dobbeltsculler ved EM i 1965. Han indstillede karrieren kort herefter.
Han modtog Helms Award i 1957 og blev optaget i australsk Sports Hall of Fame i 1985.

## OL-medaljer
- 1956:  Sølv i singlesculler